# 지역 코드
지역 코드(영어: region code)란 미국의 영화사들이 아직 개봉되지 않은 지역에서 DVD 타이틀로 만들어져 불법적으로 무분별하게 판매, 유통, 재생이 되는 것을 방지하여 저작권을 보호하기 위한 일종의 국제 규약으로 나라마다 코드를 다르게 하여 DVD 타이틀하고 플레이어의 지역코드가 다르면 재생이 되지 않도록 한 것이다. 지역코드는 모두 8개로 구성되어 있으며 한국은 3번이다. 지역코드를 무력화시키기 위한 합법적인 방법으로는 코드프리가 있다.
DVD, 블루레이 디스크, 게임 소프트웨어가 판매 및 사용되는 지역의 정보를 기재한 정보 (코드)이다. 소프트웨어의 지역 및 사용하는 기기의 코드가 일치하지 않으면 재생 혹은 실행이 되지 않는 경우가 많다.
이러한 코드는 코드 제약이 있는 DVD 플레이어나 블루레이, 그리고 게임기에서 사용이 가능하다. 그러나 지역 코딩을 무시하는 DVD 플레이어 또한 상용으로 구매가 가능하며 수많은 DVD 플레이어는 모든 디스크의 재생을 허용하기 위해 지역 제한이 없도록 수정할 수도 있다.

## DVD 지역 코드
지역 코드는 다음과 같은 취지를 가진 일종의 국제 규약이다.
1. DVD의 판매 & 수요 관리.
2. 지역 배급권에 대한 로얄티 확보.
3. 영상산업에 대한 저작권 보호.

코드 번호에 따라 다음과 같이 분류된다.
| 0 ALL | 지역 & 국가에 관계 없이 거의 모든 지역에서 사용 가능 |
| 1     | 북아메리카 미국(미국령 포함) 괌 · 마리아나 · 마샬 제도 · 미국령 군소 제도 · 미국령 버진아일랜드 · 미드웨이 환초 · 바하마 · 북마리아나 제도 · 세인트크로이섬 · 세인트토머스섬 · 아메리칸사모아 · 알래스카 · 웨이크섬 · 자메이카 · 자비스섬 · 존스턴섬 · 킹맨섬 · 팔미라섬 · 푸에르토리코 · 하와이 · 하울랜드섬 캐나다 |

DVD 지역

| 2     | 아시아 일본( 오키나와 지역 포함, 대한민국 제외) 유럽 유럽 · 서아시아 · 북아프리카 · 남아프리카 & 일본 네덜란드 네덜란드령 안틸레스 · 네덜란드령 카리브 · 보네르섬 · 사바섬 · 신트마르턴 · 신트외스타티위스섬 · 아루바 · 카리브 네덜란드 · 퀴라소 노르웨이 부베섬 · 스발바르 제도 · 얀마옌섬 · 페테르 1세섬 덴마크 그린란드 · 페로 제도 그리스 · 독일 · 라트비아 · 레바논 · 루마니아 · 룩셈부르크 · 리투아니아 · 리히텐슈타인 · 마케도니아 · 몰타섬 · 모나코, 몬테네그로 · 몰타 · 바티칸 시국 · 바레인 · 벨기에 · 벨라루스 · 보스니아 헤르체고비나 · 북마케도니아 · 불가리아 · 산마리노 · 세르비아 · 스웨덴 · 스위스 · 슬로바키아 · 슬로베니아 · 시리아 · 아르메니아 · 아이슬란드 · 아일랜드 · 아제르바이잔 · 안도라 · 알바니아 · 에스토니아 · 오스트리아 · 우크라이나 · 유고슬라비아 · 이스라엘( 팔레스타인 포함) · 이탈리아 · 조지아 · 지브롤터 · 체코 · 코소보 · 크로아티아 · 키프로스 · 튀르키예 · 폴란드 · 푸에르토리코 · 헝가리( 러시아 제외) 몰도바 트란스니스트리아 · 가가우지아 아프리카 남아공 · 이집트 스페인 멜리야 · 바스크 · 세우타 · 카나리아 제도 포르투갈 마데이라 제도 · 아소르스 제도 핀란드 올란드 제도 영국(영국령 포함) 디에고가르시아섬 · 몬트세랫 · 버뮤다 · 사우스조지아 사우스샌드위치 제도 · 세인트헬레나 · 스코틀랜드 · 앵귈라 · 영국령 버진아일랜드 · 어센션섬 · 영국령 인도양 지역 · 웨일스 · 잉글랜드 · 지브롤터 · 차고스 제도 · 케이맨 제도 · 터크스 케이커스 제도 · 트리스탄다쿠냐 제도 · 포클랜드 제도 · 핏케언 제도 왕실령 건지섬 · 맨섬 · 사크섬 · 시랜드 공국 · 올더니섬 · 저지섬 · 험섬 해외 기지 아크로티리 데켈리아 · 관타나모만 해군기지 프랑스(프랑스령 포함) 과들루프 · 기아나 · 누벨칼레도니 · 레위니옹 · 마르티니크 · 마요트 · 생마르탱 · 생바르텔레미 · 생폴섬 · 생피에르 미클롱 · 세인트헬레나, 아델리랜드 · 암스테르담섬 · 왈리스 푸투나, 코르시카 · 클리퍼턴섬 · 타히티섬 · 프랑스령 남방 및 남극 지역 · 프랑스령 남방 및 남극 지역 · 프랑스령 폴리네시아 중동 레바논 · 바레인 · 사우디아라비아 · 시리아 · 아랍에미리트 · 예멘 · 오만 · 요르단 · 이란 · 이라크 · 이스라엘 · 카타르 · 쿠웨이트 · 팔레스타인(파키스탄 제외) |
| 3     | 동남아시아 · 극동 대한민국 · 대만 · 동티모르 · 라오스 · 마카오 · 미얀마 · 베트남 · 부탄 · 브루나이 · 싱가포르 말레이시아 말레이반도 인도네시아 수마트라 · 보르네오 · 서뉴기니 · 파푸아 지역 포함 캄보디아 · 태국 · 필리핀 · 홍콩 등(일본, 중국 제외) |
| 4     | 오세아니아 오스트랄라시아 오스트레일리아 노퍽섬 · 산호해 제도 · 애시모어 카르티에 제도 · 코코스 제도 · 크리스마스섬 · 허드 맥도널드 제도 · 오스트레일리아령 남극 지역 멜라네시아 바누아투 · 솔로몬 제도 · 파푸아뉴기니 · 피지( 로투마섬 포함) · 미크로네시아 연방 야프섬 · 추크 제도 · 코스라에섬 · 폰페이섬 뉴질랜드 니우에 · 로스 속령 · 채텀 제도 · 쿡 제도 · 토켈라우 · 아타푸섬 나우루 · 통가 · 투발루 등 태평양의 모든 섬나라 남아메리카 모든 국가(프랑스령 폴리네시아 제외) 베네수엘라 : 베네수엘라 연방 속지 브라질 · 아르헨티나 : 아르헨티나령 남극 우루과이 칠레 : 이스터섬 중앙아메리카 (카리브해의 섬나라 포함, 푸에르토리코 제외) 과테말라 · 그레나다 · 니카라과 · 도미니카 공화국 · 도미니카 연방 · 멕시코 · 바베이도스 · 바하마 · 벨리즈 · 세인트루시아 · 세인트빈센트 그레나딘 · 세인트키츠 네비스 · 아이티 · 앤티가 바부다 · 엘살바도르 · 온두라스 · 자메이카 · 코스타리카 · 쿠바 · 트리니다드 토바고 · 파나마 벵골만 니코바르 · 안다만 제도 |
| 5     | 러시아 아프리카 모든 국가(남아공 · 이집트 제외) 나이지리아 : 비아프라 말리 : 아자와드 소말리아 : 갈무두그, 소말릴란드, 주바랜드, 푼틀란드 중앙아시아 우즈베키스탄 · 카자흐스탄 · 키르기스스탄 · 타지키스탄 · 투르크메니스탄 남아시아 파키스탄 · 방글라데시 · 네팔 · 부탄 · 스리랑카, 몰디브 · 아프가니스탄 동아시아 몽골 · 북한 인도 안다만 니코바르 제도 · 잠무 카슈미르주 |
| 6     | 중화인민공화국(홍콩, 마카오 제외) |
| 7     | 미확정 지역 |
| 8     | 국가 간을 여행하는 선박이나 항공기 내 |

### 독립형 DVD 플레이어
일반적으로 공장 출하 시 개별 플레이어의 펌웨어에 구성 플래그가 설정된다. 이러한 플래그는 기기의 재생을 허용하는 지역 번호를 보유하고 있다. 지역 제한이 없는 플레이어들은 이러한 플래그 집합이 없거나 지역 강제 기능이 없이 출하된 DVD 플레이어에 한정된다.

### 컴퓨터 DVD 드라이브
RPC-1(Regional Playback Control) 펌웨어를 사용하는 오래된 DVD 드라이브는 어떠한 지역에 속하는 DVD라도 재생을 가능하게 함을 의미한다. 더 최신의 드라이브는 RPC-2 펌웨어를 사용하며 이는 하드웨어 수준에서 DVD 지역 코딩을 강제한다. 이러한 드라이브들은 RPC-1 펌웨어로 해킹하거나 플래시 재적용을 하면 지역 제한이 풀리기도 한다. 이는 드라이브 보증을 제거한다.
대부분의 컴퓨터 드라이브에서 사용자들이 지역 코드를 변경할 수 있는 횟수는 최대 5번까지로 제한된다. 허용 횟수가 0에 다다르면 그 드라이브가 다른 컴퓨터에 장착되더라도 마지막에 사용된 지역 번호가 영구적으로 사용된다.
이러한 제한은 펌웨어라는 드라이브의 컨트롤러 소프트웨어에서 처리된다. 자사 또는 제3사 소프트웨어 도구를 사용하거나 RPC-1 펌웨어로 초기화하면(상단 참조) 펌웨어 카운트를 초기화할 수도 있다.

## 비디오 게임 콘솔
비디오 게임 콘솔(게임기)에도 지역별 실행 제한 체계가 있다.

## 같이 보기
- 팬 번역
- NTSC
- PAL 지역
- 병행 수입
- 신뢰 플랫폼 모듈